# Скелянская культура
Ске́лянская культура — археологическая культура эпохи раннего энеолита (или неолита), распространённая на Левобережье Днепра от Надпорожья до азовского побережья и Нижнего Дона.

## Описание
Название культура получила по первобытной стоянке на скальном острове Стрильча Скеля (Стрелецкая скала) на Днепре ниже села Волосское (Волошское). Следы поселения были обнаружены в дореволюционное время. Основные исследования были проведены после ВОВ в 1946 году А. В. Добровольским и В. Н. Даниленко. В 1986 году экспедицией Института археологии АН УССР были получены новые археологические материалы эпохи неолита — энеолита. Культурный слой на поселении достигает 1,2 — 1,3 м, имеет хорошую сохранность и большую насыщенность материалом. Многослойный памятник представлен двумя горизонтами неолитической культуры — сурским и надпорожским Днепро-донецкой культурной общности, и двумя горизонтами эпохи энеолита — среднестоговским и четвёртым (верхним) — ямной культуры. В. Н. Даниленко выделил и включил скелянские памятники в Древнеямную культуру, Д. Я. Телегин — в Среднестоговскую. Ю. Я. Рассамакин показал отличия скелянских от среднестоговских памятников, выделил их в отдельную культуру и датировал временем 4750—4100 лет до н. э., синхронизируя её с Трипольем этапа BI.